# Municipio de Cow Lake
El municipio de Cow Lake (en inglés: Cow Lake Township) es un municipio ubicado en el condado de Jackson en el estado estadounidense de Arkansas. En el año 2010 tenía una población de 377 habitantes y una densidad poblacional de 2,5 personas por km².

## Geografía
El municipio de Cow Lake se encuentra ubicado en las coordenadas 35°24′59″N 91°5′52″O / 35.41639, -91.09778. Según la Oficina del Censo de los Estados Unidos, el municipio tiene una superficie total de 150.97 km², de la cual 150,37 km² corresponden a tierra firme y (0,4 %) 0,6 km² es agua.

## Demografía
Según el censo de 2010, había 377 personas residiendo en el municipio de Cow Lake. La densidad de población era de 2,5 hab./km². De los 377 habitantes, el municipio de Cow Lake estaba compuesto por el 97,35 % blancos, el 0,53 % eran afroamericanos, el 0,8 % eran amerindios, el 0,53 % eran asiáticos, el 0,53 % eran de otras razas y el 0,27 % eran de una mezcla de razas. Del total de la población el 1,06 % eran hispanos o latinos de cualquier raza.